# Cosmos 909
Cosmos 909 (en cirílico, Космос 909) fue un satélite artificial militar soviético perteneciente a la clase de satélites DS (de tipo DS-P1-M) y lanzado el 19 de mayo de 1977 mediante un cohete Kosmos-3 desde el cosmódromo de Plesetsk.

## Objetivos
Cosmos 909 fue parte de un sistema de satélites utilizados como objetivos de prueba para el programa de armas antisatélite IS y para armas antimisiles. Los satélites del tipo DS-P1-M no se limitaban a ser satélites pasivos, sino que tenían sensores para registrar la dirección e intensidad del impacto entre otros parámetros. El sistema estuvo en funcionamiento hasta 1983, año en que la Unión Soviética abandonó el programa de armas antisatélite.

## Características
El satélite tenía una masa de 500 kg (aunque otras fuentes apuntan a 650 kg) y forma de poliedro hexagonal. El satélite fue inyectado inicialmente en una órbita con un perigeo de 991 km y un apogeo de 2112 km, con una inclinación orbital de 65,9 grados y un periodo de 117 minutos.
Cosmos 909 fue el objetivo de los interceptores Cosmos 910 y Cosmos 918, lanzados cuatro y veintinueve días más tarde, pero ambos reentraron en la atmósfera antes de tener oportunidad de llevar a cabo la intercepción.